# Mešana pevska skupina Dr. France Prešeren Žirovnica
Mešana pevska skupina Dr. France Prešeren Žirovnica je bila ustanovljena leta 1992. Deluje v okviru Kulturnega društva Dr. France Prešeren Žirovnica - Breznica na Gorenjskem. Ime si je nadela po največjem slovenskem pesniku Francetu Prešernu. 

## Priznanja
- Regijska revija malih pevskih skupin 1993, 1995, 1996, 1999, 2001, 2002, 2003, 2007, 2008, 2009, 2012, 2014
- Državna revija izbranih malih pevskih skupin Slovenije 2001, 2002, 2003, 2006
- Regijski tematski koncerti - Gorenjska: Sozvočenja 2005, Sozvočenja 2007
- Priznanje za sodelovanje na Mednarodnem adventnem festivalu na Dunaju, 2001, 2016
- Zlata plaketa na mednarodnem tekmovanju Pražské dny sborového zpévu v Pragi, 2002
- Bronasta medalja, srebrno in zlato priznanje na 3. Svetovnih zborovskih igrah v Bremnu, 2004
- Bronasta medalja, srebrno in zlato priznanje na 4. svetovnih zborovskih igrah v Xiamenu na Kitajskem, 2006
- Bronasta in srebrna diploma na 8. mednarodnem zborovskem tekmovanju v Bad Ischlu, 2007
- Srebrni priznanji na mednarodnem zborovskem tekmovanju v Rivi del Garda, 2007
- Diploma za sodelovanje na Mednarodnem zborovskem tekmovanju v Riminiju, 2008
- Bronasto in srebrno priznanje na Mednarodnem zborovskem tekmovanju Slovakia Cantat v Bratislavi, 2009
- Diploma za sodelovanje na mednarodnem zborovskem festivalu v Sankt Petersburgu, 2010
- Srebrna in zlata diploma na 7. mednarodnem zborovskem tekmovanju Johanness Brahms v nemškem Wernigerode, 2011
- Srebrni diplomi na 1. mednarodnem zborovskem tekmovanju Canta Al Mar v španski Calelli, 2012
- Zlati diplomi na 4. mednarodnem zborovskem tekmovanju Zlatna lipa Tuhlja v hrvaških Tuheljskih Toplicah, ter priznanje za najboljšega dirigenta, 2013
- Srebrno priznanje na regijskem tekmovanju odraslih pevskih zasedb - Gorenjska, 2013, 2015
- 8. Svetovne zborovske igre v Rigi, 2014 (kategorija Sakralna glasba a capella - srebrna diploma stopnje 5, kategorija Ljudska glasba a capella - srebrna medalja, kategorija Male pevske skupine - srebrna medalja)
- 1. mednarodno tekmovanje Puccini Torre del Lago Puccini, 2015 (srebrna diploma v kategoriji sakralne glasbe, srebrna diploma v kategoriji ljudske glasbe)
- Priznanje za sodelovanje na Festivalu čebelarske pesmi v Lukovici, 2016, 2017, 2019
- Priznanje mesta Salzburg za sodelovanje na Adventnem festivalu, 2017
- Priznanje za sodelovanje na festivalu Cantat Budapest, 2018
- Priznanje za sodelovanje na festivalu Corin Festival Bologna, 2019

## Seznam zborovodij
- 1992 - Irena Kosmač